# Монтесдеока, Ева
 Ева Монтесдеока Лопес (исп. Eva Montesdeoca López; род. 13 августа 1981, Арукас, Канарские острова) — испанская баскетболистка, выступала на позиции центровой. Бронзовый призёр чемпионата Европы 2005, участница чемпионата мира 2006. Обладательница кубка Ронкетти в сезоне 1998/99.

## Биография
Ева Монтесдеока является воспитанницей баскетбольной школы «Гран-Канарии», с 16 лет стала постоянно привлекаться в состав национальной сборной различных возрастов. В 1998 году она — победитель чемпионата Европы среди юниорок. 20 ноября 2002 года в квалификационном матче к чемпионату Европы — 2003 против сборной Германии состоялся дебют в «первой» сборной, где она вышла на площадку на 5 минут.
Через три года, в Турции, Ева вместе со сборной выигрывает «бронзовые» медали чемпионата Европы — 2005.
С именем Евы Монтесдеока связаны самые лучшие годы выступления команды «Гран-Канария»: обладательница кубка Ронкетти, «серебряный» призёр чемпионата Испании.
После 15-ти сезонов, проведенных за канарский клуб, Ева перешла в команду второго дивизиона чемпионата Испании «Фундал» из Алькобендаса.

### Статистика выступлений за сборную Испании (средний показатель)
| Сборная        | Сезон | Место | Чемпионат | Чемпионат | Чемпионат | Чемпионат |
| Сборная        | Сезон | Место | Игр       | Очк       | Подб      | Перед     |
| -------------- | ----- | ----- | --------- | --------- | --------- | --------- |
| ЧЕ (до 16 лет) | 1997  | 5     | 8         | 4,4       | 7,1       | 0,4       |
| ЧЕ (до 18 лет) | 1998  | 1     | 5         | 2,2       | 2,8       | 0         |
| ЧЕ (до 20 лет) | 2000  | 5     | 8         | 2,9       | 1,5       | 0,3       |
| ЧЕ             | 2005  | 3     | 8         | 6,8       | 6,9       | 0,1       |
| ЧМ             | 2006  | 8     | 9         | 3,6       | 5,0       | 0,4       |

## Титулы
- Бронзовый призёр чемпионата Европы: 2005
- Чемпион Европы среди юниорок: 1998
- Серебряный призёр чемпионата Испании: 2000
- Обладатель кубка Ронкетти: 1999
- Финалист кубка Ронкетти: 2000
- Финалист кубка Европы: 2003
- Обладатель кубка Испании: 1999, 2000